# Yamaha YZF-R6
La Yamaha YZF-R6 è una motocicletta sportiva ad alte prestazioni di media cilindrata da 599 cm³, prodotta dalla casa motociclistica giapponese Yamaha Motor a partire dal 1999.

## 1ª serie (1999-2002)
La prima versione prodotta segnò una svolta radicale nel settore delle medie supersportive di quel tempo, sia dal punto di vista stilistico che tecnico. Ne sono un esempio l'impostazione di guida marcatamente sportiva e le quote ciclistiche esasperate.
La YZF-R6 non ereditò molto dalla precedente YZF 600 Thundercat, di impostazione decisamente più da granturismo veloce che da sportiva pura. Sia il motore che il reparto ciclistica-sospensioni furono soggette ad una completa riprogettazione da parte della casa di Iwata. I tecnici Yamaha resero la moto meno fruibile su percorsi cittadini ma estremamente efficace in circuito, così da fissare nuovi standard per la categoria delle medie sportive. Il nuovo modello era chiaramente destinato ad essere un'ottima base di partenza per i team impegnati nel Campionato Mondiale Supersport. 

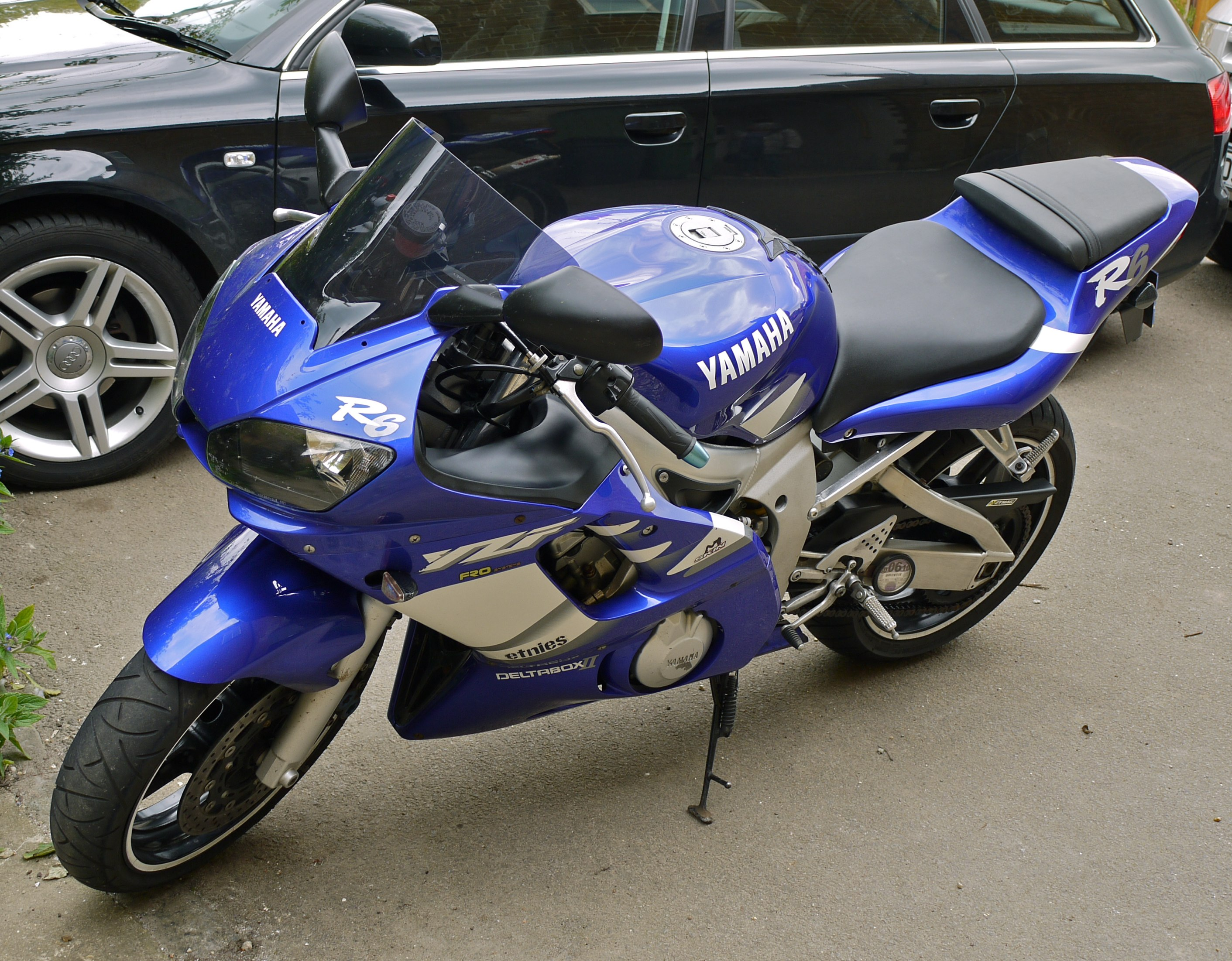
Yamaha R6 prima serie

Le sue peculiarità sono nel valore molto alto del regime massimo di rotazione pari a 14000 giri/minuto, e nella potenza massima di 120 CV a 13000 giri per un motore di soli 599 cm³ di cilindrata. La Yamaha R6 inoltre disponeva di una presa d'aria anteriore che con l'aumentare della velocità immette aria in pressione nella scatola del filtro dell'aria così da garantire un piccolo aumento di cavalli.

### Aggiornamento del 2001
Nel 2001 viene effettuato un aggiornamento del modello precedente. L'estetica rimane invariata, solo le luci posteriori vengono aggiornate con luci di tipo LED. La meccanica invece subisce un aggiornamento più sostanziale: pistoni alleggeriti e bielle modificate per avere più prontezza ai medi regimi. Inoltre viene aggiunto il sistema U Lock sotto la sella e la moto viene alleggerita di 1.5 KG e l'angolo dei semimanubri viene cambiato per garantire un miglior comfort.

## 2ª serie (2003-2005)
Nel 2003 la moto viene completamente stravolta. Telaio Deltabox III completamente inedito, motore rivisto nel 90% delle sue parti e l'alimentazione passa da quella a carburatori a quella ad iniezione elettronica, cerchi con raggi ultraleggeri a 5 razze, gruppo di fanali anteriori lenticolari a 4 luci e peso di 162 KG.

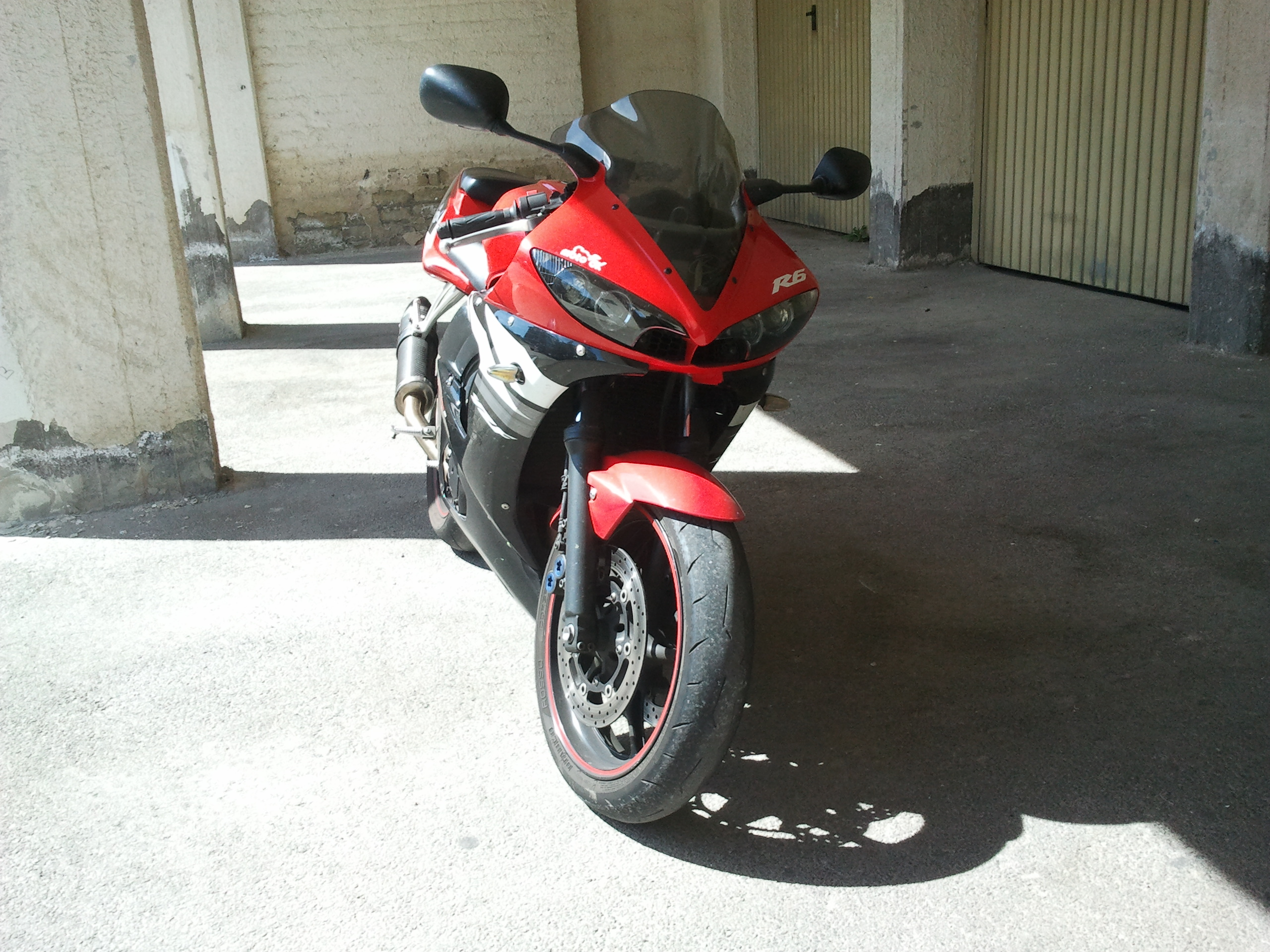
Yamaha R6 seconda serie

La potenza massima dichiarata è di 122 CV a 13000 giri con airbox in pressione. Sebbene la potenza massima sia di poco superiore rispetto al modello precedente, il passaggio all'iniezione elettronica ha garantito un affinamento dell'erogazione del motore aumentando la coppia su tutto l'arco di giri del motore. Questa serie di R6 dal 2006 prenderà il nome di R6S e affiancherà la vendita della terza serie di R6 fino al 2010.

### Aggiornamento del 2005
Nel 2005 l'R6 subisce un aggiornamento che include: corpi farfallati maggiorati da 38 mm a 40 mm che aumentano la potenza massima a 125 CV sempre a 13000 giri e viene così migliorata l'erogazione su tutto l'arco di erogazione, una nuova mappatura della centralina sempre per affinare l'erogazione del motore, forcelle a steli rovesciati da 41 mm, pompa e pinza freno ad attacco radiale e l'omologazione sulla carta di circolazione a poter montare uno pneumatico 120/70 R17 all'anteriore.

## 3ª serie (2006-2016)

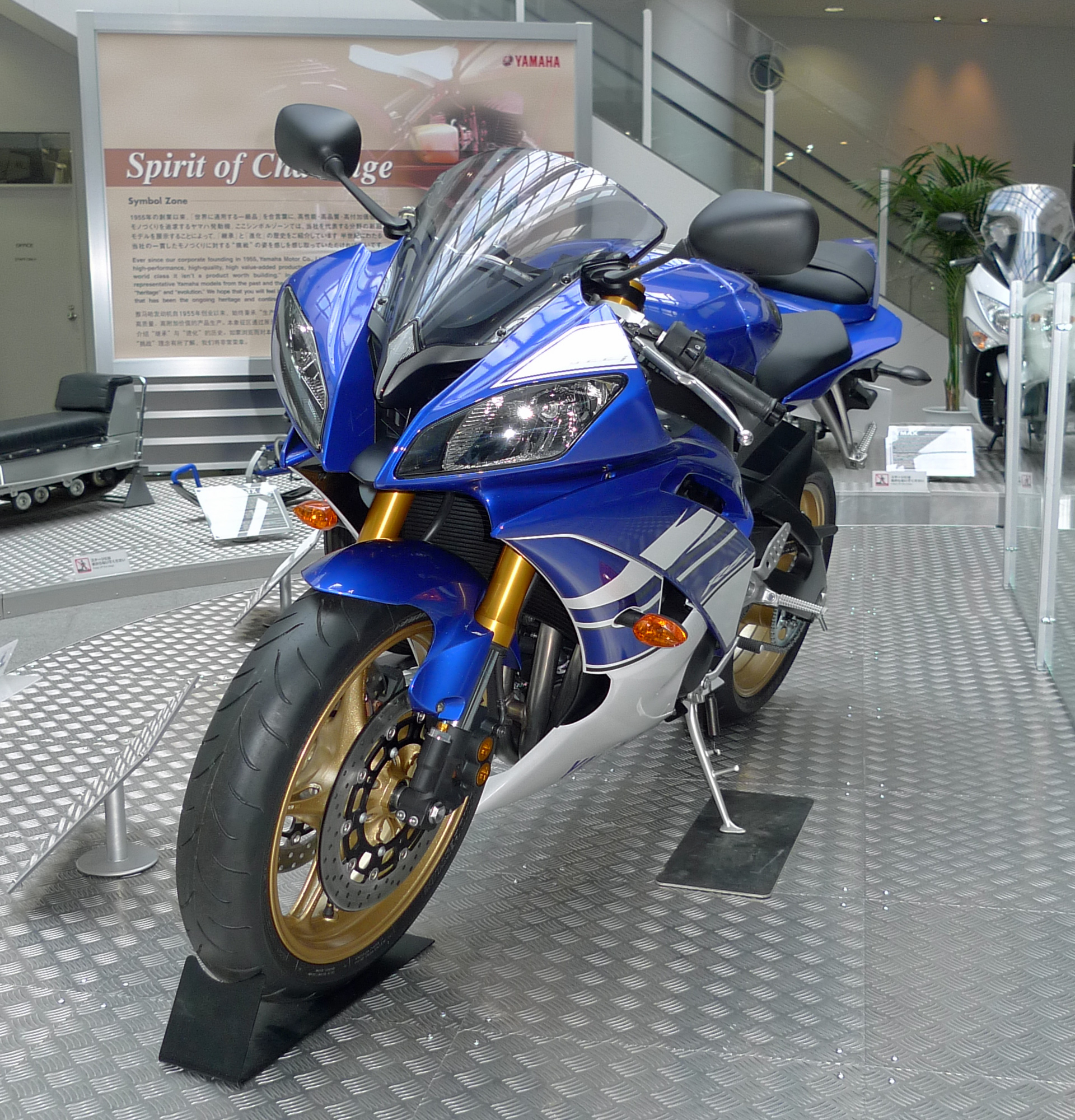
Yamaha R6 terza serie

Nel 2006 la Yamaha R6 viene stravolta di nuovo.
La moto è completamente nuova, più orientata alle gare e con una carenatura completamente nuova. Il silenziatore è stato rimpicciolito e spostato in basso vicino al motore per una centralizzazione delle masse ed avere quindi più maneggevolezza. Tecnologie derivanti dalle competizioni come YCC-T (sistema di controllo elettronico del gas) sono state aggiunte per uno sfruttamento più esteso e lineare delle curve di potenza e coppia. YCC-T, conosciuto anche come "ride by wire" controlla automaticamente l'apertura dei corpi farfallati in base all'apertura del acceleratore e del numero di giri per garantire sempre un'accelerazione ottimale.
Le peculiarità del modello 2006 sono nel valore molto alto del regime massimo di rotazione pari a 16500 giri/minuto, e nella potenza massima di 127 CV a 14500 giri per un motore di soli 599 cm³ di cilindrata. Il motore è poco sfruttabile a bassi regimi ma potente agli alti e quindi predilige una guida pistaiola.

### Controversie
Quando la Yamaha R6 terza serie venne immessa sul mercato vantava di una zona rossa ed un limitatore di giri che intervenivano a 17500 giri al minuto ed era il contagiri con la zona rossa più alta di tutte le moto del 4 cilindri del 2006. Tuttavia i giri effettivi che riusciva a prendere il motore erano intorno ai 15800 ed un generoso scarto della strumentazione dell'10% ne riportava appunto 17500. Nel febbraio 2006 Yamaha ha ammesso che i giri effettivi erano più bassi di circa 1750 rispetto a quelli segnati dalla strumentazione e si offrì di ricomprare tutte le moto vendute in caso di clienti non soddisfatti.

### Aggiornamento del 2008
Nel 2008 l'R6 subisce un aggiornamento che porta alcune novità: maggiore rigidità del telaio e nuovo telaietto posteriore in magnesio aumentano l'agilità nella guida; sale il rapporto di compressione portato a 13:1 e vengono ridotti gli attriti interni al motore, così da aumentare la potenza massima a 129 CV.
Viene introdotto il YCC-I (acronimo di "Yamaha Chip Controlled Intake") un sistema servoassistito di aspirazione che varia la lunghezza dei cornetti d'aspirazione in base ai giri motore e all'apertura dell'acceleratore: a regimi più bassi i cornetti di aspirazione godono di una lunghezza maggiore per garantire più coppia e potenza, mentre agli alti regimi viene ridotta la loro lunghezza per lasciare esprimere la massima potenza al motore.

### Aggiornamento del 2010
Nel 2010 la Yamaha R6 subisce un altro aggiornamento improntato più alla fruibilità della moto su strada. Il silenziatore è 10 cm più lungo del precedente per ridurre il rumore e aumentare la resa ai giri intermedi. La mappatura della centralina elettronica è stata rivista per ottenere un motore più gestibile, inoltre sono stati rivisti i cornetti d'aspirazione, la scatola del filtro dell'aria e i collettori di scarico. La potenza dichiarata è passata a 124 CV.

## 4ª serie (2016-)

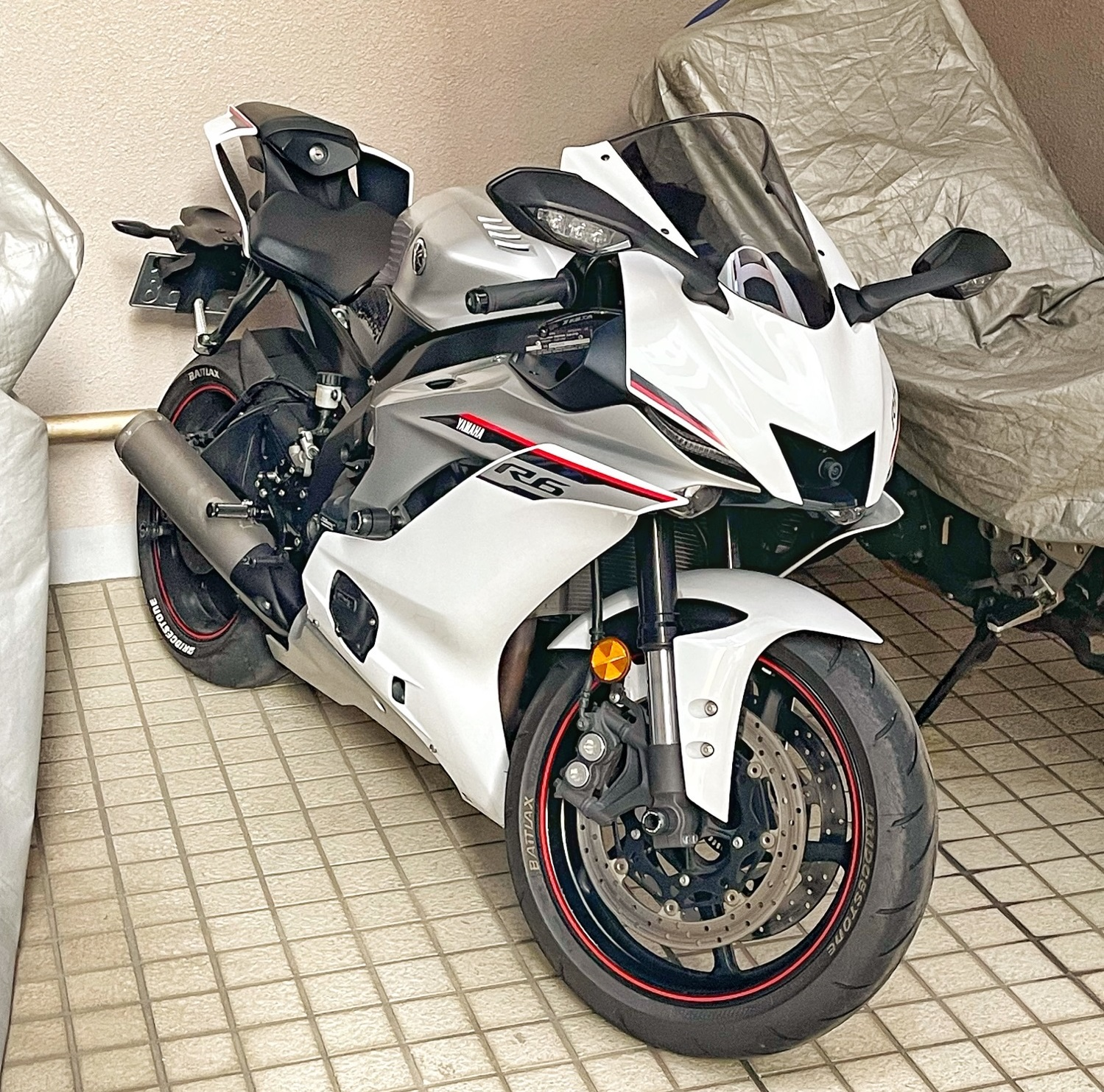
Yamaha R6

Nell'autunno del 2016 Yamaha ha presentato la 4° versione della YZF-R6. Erede di tutte le tecnologie meccaniche e telaistiche presenti sul modello precedente e della esperienza maturata nelle competizioni, il nuovo modello vanta di una serie di migliorie, non solo da un punto di vista estetico. La carena è completamente ridisegnata ed ispirata al design della sorella maggiore YZF-R1, contribuendo ad aumentare dell'8% l'efficienza aerodinamica rispetto al modello precedente. Il serbatoio, pur mantenendo la stessa capacità (17 Litri), è stato ridisegnato per consentire uno spostamento del pilota più facile e rapido durante i cambi di direzione e grazie ai profondi incavi per le ginocchia, aumentare l'efficienza aerodinamica. Il telaietto posteriore in magnesio è stato rivisto per adattarsi alla sella più snella, così da far aderire meglio il pilota alla moto ed aumentare il controllo e la resa aerodinamica di quest'ultima. Il gruppo fari anteriore è a LED ed il quadro strumenti è stato aggiornato per migliorare la leggibilità: dotato di un ampio display lcd e del classico contagiri analogico, di evidente ispirazione al precedente modello della sorella maggiore YZF-R1.
Per quanto riguarda la ciclistica, telaio e forcellone posteriore restano pressoché invariati, se non per un piccolo aggiornamento estetico sulla parte finale del forcellone posteriore. Cambia invece la forcella anteriore, con nuovi steli KYB da 43 mm tipo YZF-R1 che incrementano ulteriormente maneggevolezza e controllo dell’anteriore; inoltre sono stati adottati nuovi freni a disco da 320 mm su cui agiscono nuove pinze radiali a 4 pistoncini.
Anche il comparto elettronico ha subito aggiornamenti: oltre alla ormai collaudata gestione elettronica dell’acceleratore Y-CCT e ai cornetti di aspirazione regolabil Y-CCI, sono stati introdotti il controllo della trazione (TCS) a 6 livelli, il cambio elettronico (QSS) per cambiate senza frizione, la mappatura regolabile D-Mode ed il sistema ABS per l’impianto frenante.
Per quanto riguarda il motore, non sono state apportate modifiche rispetto al modello precedente, ma è stato omologato alla normativa Euro4. L'impianto di scarico resta esteticamente invariato, ma rivisto nella parte del catalizzatore. Per tali ragioni, la potenza del motore è scesa di circa 6 cv rispetto al modello precedente, attestandosi sui 118 cv. Ovviamente, per uso sportivo non stradale, con opportune modifiche all'impianto di scarico ed alla mappa della centralina, è possibile riportare le prestazioni del propulsore a quelle dei modelli precedenti.

## Specifiche
Tutte le specifiche sono dichiarate dal costruttore.
|                                    | 1999                                                                          | 2001/2002                                                                     | 2003/2004                                                                                            | 2005 | 2006/2007 | 2008/2009 | 2010/2011 |
| Motore                             | Motore                                                                        | Motore                                                                        | Motore                                                                                               | Motore | Motore | Motore | Motore |
| ---------------------------------- | ----------------------------------------------------------------------------- | ----------------------------------------------------------------------------- | --- | --- | --- | --- | --- |
| Tipo                               | 599.8 cm³, DOHC, 16-Valvole, Raffreddato a liquido, Quattro cilindri in linea | 599.8 cm³, DOHC, 16-Valvole, Raffreddato a liquido, Quattro cilindri in linea | 599.8 cm³, Raffreddato a liquido, 4 tempi, 4 cilindri in linea inclinati in avanti, DOHC, 16 valvole | 599.8 cm³, Raffreddato a liquido, 4 tempi, 4 cilindri in linea inclinati in avanti, DOHC, 16 valvole                              | 599.4 cm³, Raffreddato a liquido, 4 tempi, 4 cilindri in linea inclinati in avanti, DOHC, 16 valvole in titanio                   | 599.4 cm³, Raffreddato a liquido, 4 tempi, 4 cilindri in linea inclinati in avanti, DOHC, 16 valvole in titanio                   | 599.4 cm³, Raffreddato a liquido, 4 tempi, 4 cilindri in linea inclinati in avanti, DOHC, 16 valvole in titanio                   |
| Alesaggio x Corsa                  | 65.5 x 44.5 mm                                                                | 65.5 x 44.5 mm                                                                | 65.5 x 44.5 mm                                                                                       | 65.5 x 44.5 mm | 67.0 x 42.5 mm | 67.0 x 42.5 mm | 67.0 x 42.5 mm |
| Rapporto di compressione           | 12.4:1                                                                        | 12.4:1                                                                        | 12.4:1                                                                                               | 12.4:1 | 12.8:1 | 13.1:1 | 13.1:1 |
| Potenza / Coppia all'albero motore | 118 hp (87.6 kW) @ 13000 RPM / 68 Nm @ 11500 RPM                              | 120 CV @ 13,000 rpm                                                           | 122 CV @ 13,000 rpm Con AirBox in pressione / 117 CV @ 13,000 rpm Senza AirBox in pressione          | 125 CV @ 13,000 rpm Con AirBox in pressione / 120 CV @ 13,000 rpm Senza AirBox in pressione                                       | 131 CV @ 14,500 rpm Con AirBox in pressione / 125 CV @ 14,500 rpm Senza AirBox in pressione                                       | 133 CV @ 14,500 rpm Con AirBox in pressione / 127 CV @ 14,500 rpm Senza AirBox in pressione                                       | 124 CV @ 14,500 rpm |
| Alimentazione                      | 4x Mikuni CVRD37                                                              | 37 mm Keihin CV Downdraft con Throttle Position Sensor                        | Iniezione elettronica                                                                                | Iniezione elettronica | Iniezione elettronica con YCC-T                                                                                                   | Iniezione elettronica con YCC-T e YCC-I                                                                                           | Iniezione elettronica con YCC-T e YCC-I                                                                                           |
| Accensione                         | Digital Transistor (CDI)                                                      |                                                                               | Digital DC-CDI                                                                                       | Digital DC-CDI | TCI | TCI | TCI |
| Trasmissione                       | 6 rapporti con frizione multi-disco                                           | 6 rapporti con frizione multi-disco                                           | 6 rapporti con frizione multi-disco                                                                  | 6 rapporti con frizione multi-disco                                                                                               | 6 rapporti con frizione multi-disco anti-saltellamento                                                                            | 6 rapporti con frizione multi-disco anti-saltellamento                                                                            | 6 rapporti con frizione multi-disco anti-saltellamento                                                                            |
| Trasmissione Finale                | A catena, 532 ZLV KAI / D.I.D.                                                | A catena passo 530                                                            | A catena passo 530                                                                                   | A catena passo 530 | A catena passo 525 | A catena passo 525 | A catena passo 525 |
| Ciclistica                         |                                                                               |                                                                               | | | | | |
| Forcella                           | Forcella telescopica da 43 mm, escursione 130 mm                              | Forcella telescopica da 43 mm completamente regolabile, 135 mm di escursione  | 43 mm Forcella telescopica con precarico, compressione e rimbalzo regolabile; Escursione di 119 mm   | 41 mm Forcella a steli rovesciati con precarico, compressione ad alta e bassa velocità, rimbalzo regolabile; Escursione di 119 mm | 41 mm Forcella a steli rovesciati con precarico, compressione ad alta e bassa velocità, rimbalzo regolabile; Escursione di 119 mm | 41 mm Forcella a steli rovesciati con precarico, compressione ad alta e bassa velocità, rimbalzo regolabile; Escursione di 119 mm | 41 mm Forcella a steli rovesciati con precarico, compressione ad alta e bassa velocità, rimbalzo regolabile; Escursione di 119 mm |
| Pneumatici anteriori               | 120/60-ZR17                                                                   | 120/60-ZR17                                                                   | 120/60-ZR17                                                                                          | 120/70-ZR17 | 120/70-ZR17 | 120/70-ZR17 | 120/70-ZR17 |
| Pneumatici posteriori              | 180/55-ZR17                                                                   | 180/55-ZR17                                                                   | 180/55-ZR17                                                                                          | 180/55-ZR17 | 180/55-ZR17 | 180/55-ZR17 | 180/55-ZR17 |
| Dimensioni                         |                                                                               |                                                                               | | | | | |
| Lunghezza                          | 2025 mm                                                                       | 2057 mm                                                                       | 2024 mm                                                                                              | 2024 mm | 2040 mm | 2040 mm | 2040 mm |
| Larghezza                          | 690 mm                                                                        | 701 mm                                                                        | 691 mm                                                                                               | 691 mm | 701 mm | 701 mm | 701 mm |
| Altezza                            | 1105 mm                                                                       | 1123 mm                                                                       | 1090 mm                                                                                              | 1090 mm | 1090 mm, 2011: 1100 mm | 1090 mm, 2011: 1100 mm | 1090 mm, 2011: 1100 mm |
| Altezza Sella                      | 820 mm                                                                        | 833 mm                                                                        | 820 mm                                                                                               | 820 mm | 851 mm | 851 mm | 851 mm |
| Passo                              | 1380 mm                                                                       | 1382 mm                                                                       | 1379 mm                                                                                              | 1379 mm | 1379 mm | 1379 mm | 1379 mm |
| Inclinazione                       | 24 °                                                                          | 24 °                                                                          | 24 °                                                                                                 | 24 ° | 24 ° | 24 ° | 24 ° |
| Trail                              | 81 mm                                                                         |                                                                               | 86 mm                                                                                                | 86 mm | 97 mm | 97 mm | 97 mm |
| Capacità serbatoio                 | 17 L                                                                          | 17 L                                                                          | 17 L                                                                                                 | 17 L | 17 L | 17 L | 17 L |
| Capacità Olio                      | 3.5 L (totale)                                                                | 2.70 L                                                                        | 2.70 L                                                                                               | 2.70 L | 3.40 L | 3.40 L | 3.40 L |
| Peso a secco                       | 169 kg                                                                        | 181 kg ('01)                                                                  | 176 kg ('03)                                                                                         | 180 kg ('05) | 161 kg | 166 kg | |
| Peso in ordine di marcia           | 188 kg                                                                        | 193 kg ('01)                                                                  | 188 kg ('03)                                                                                         | 190 kg ('05) | | 189 kg | 189 kg |